# Vypálení obrazovky

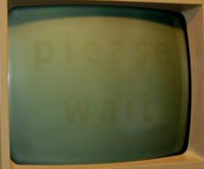
Vážné vypálení na monitoru je viditelné, i když je monitor vypnutý.

Vypálení obrazovky je trvalé zabarvení oblastí na elektronickém displeji, jako je katodová trubice (CRT) na starém počítačovém monitoru nebo televizi .
Novější displeje s tekutými krystaly (LCD) mohou trpět jevem zvaným persistence obrazu, který však není trvalý.
Jedním ze způsobů, jak bojovat proti vypalování obrazovky, bylo použití spořičů obrazovky, které pohybovaly obrazem, aby se zajistilo, že žádná oblast obrazovky nezůstane osvětlena příliš dlouho a že se do obrazovky obraz nevypálí.

## Příčiny
U elektronických displejů na bázi fosforu (například počítačových monitorů typu CRT, obrazovek osciloskopů nebo plazmových displejů) může nejednotné použití specifických oblastí vytvořit trvalý obraz podobný duchům těchto objektů nebo jinak zhoršit kvalitu obrazu. K tomu může dojít dlouhodobým zobrazováním nepohybujících se obrázků (textu nebo grafiky), opakující se obsah v herní grafice, nebo určitá vysílání s tickery a vlajkami, Je to kvůli tomu, že sloučeniny fosforu, které vyzařují světlo pro vytváření obrazů, při používání ztrácejí svůj jas. Toto opotřebení má za následek nerovnoměrný světelný výkon v průběhu času a v nejhorších případech může vytvořit obraz předchozího obsahu.
Doba potřebná k vyvinutí znatelného vypálení obrazovky se liší v důsledku mnoha faktorů, od kvality použitých luminoforů až po stupeň nerovnoměrnosti použití subpixelů. Může trvat jen několik týdnů, než se objeví znatelný duch, zvláště pokud obrazovka neustále zobrazuje určitý obrázek, například panel nabídek v horní nebo spodní části obrazovky a zobrazuje jej téměř nepřetržitě v průběhu času. Ve vzácných případech, kdy selžou horizontální nebo vertikální vychylovací obvody, se veškerá výstupní energie soustředí do svislé nebo vodorovné čáry na displeji, což způsobí téměř okamžité vypálení obrazovky.

## Plazmové, LCD a OLED displeje

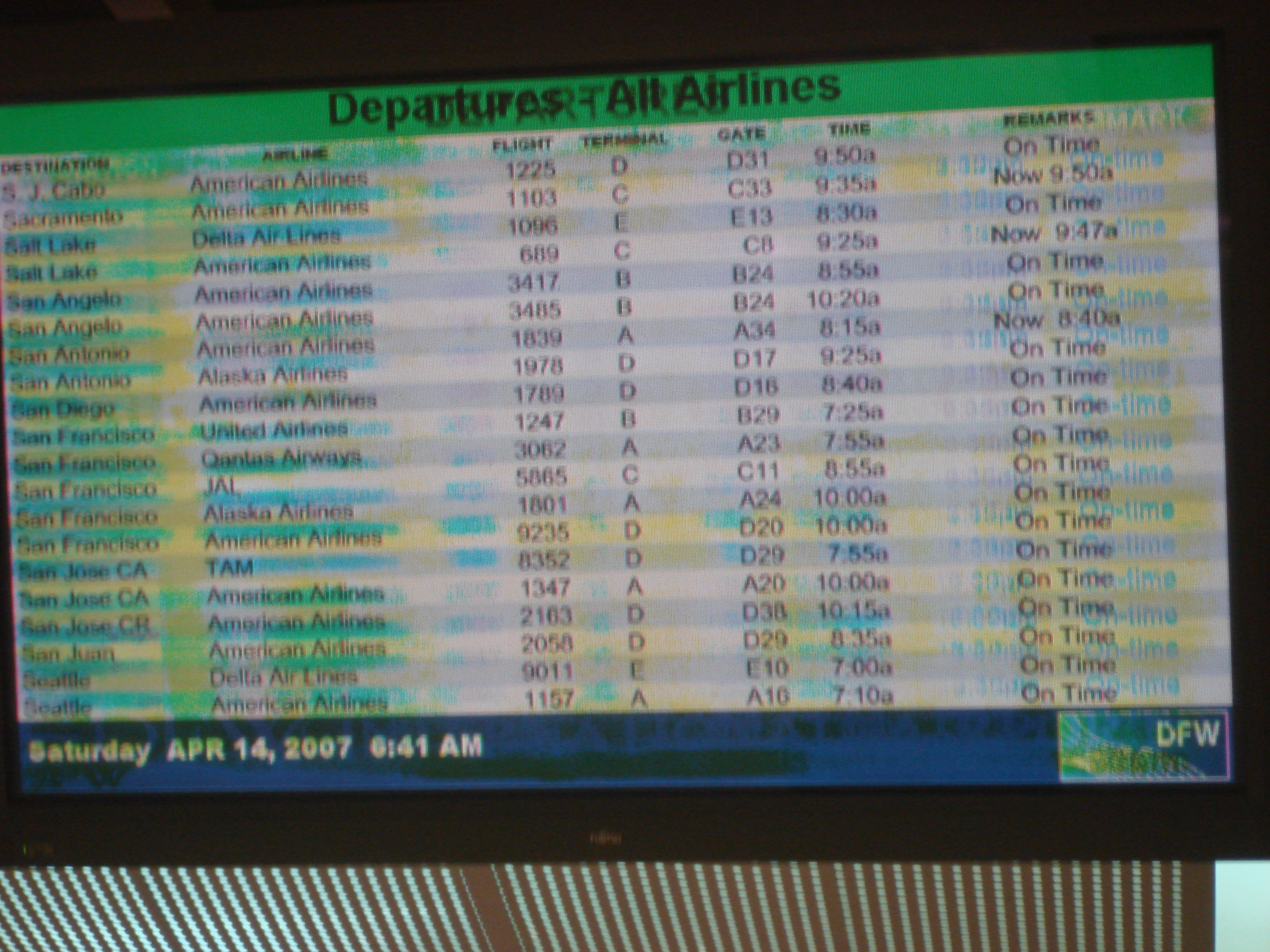
Vypálení na plazmové obrazovce na letišti Dallas Fort-Worth (2007)

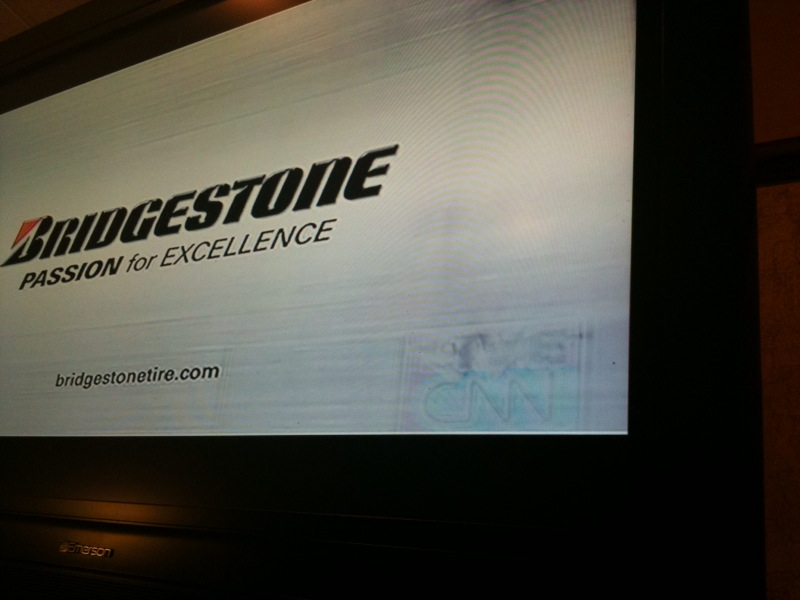
Téměř dva roky stará LCD televize zobrazující extrémní vypálení digitální grafiky CNN z roku 2008; tato televize je v restauraci McDonald's, kde je CNN trvale zapnutá a zobrazena po celý pracovní den.

Plazmové displeje vyráběné do roku 2007 byly vysoce náchylné k vypálení, zatímco displeje typu LCD jsou postiženy jen zřídka.  Velké rozdíly v degradaci jasu u OLED na bázi RGB  způsobí znatelný posun barev v průběhu času (kdy se jedna z červeno-zeleno-modrých barev stává výraznější). OLED k rozsvícení nepotřebují podsvícení; každý pixel je samostatná LEDka. Pixely na OLED časem nevyhnutelně ztrácejí svůj jas. Čím déle je OLED pixel používán, tím tlumeněji se objeví vedle méně používaného pixelu.  Tím vznikne vypálení obrazovky.
V případě LCD se fyzika vypalování liší od plazmy a OLED, u kterých dochází k vypálení z důvodu degradace jasu pixelů vyzařujících světlo.
Displeje plazmového i LCD typu vykazují podobný jev nazývaný přechodná perzistence obrazu, který je podobný vypálení obrazovky, ale není trvalý.